# یواس‌اس دفت (ای‌ام-۲۱۶)
یواس‌اس دفت (ای‌ام-۲۱۶) (به انگلیسی: USS Deft (AM-216)) یک کشتی بود که طول آن ۱۸۴ فوت ۶ اینچ (۵۶٫۲۴ متر) بود. این کشتی در سال ۱۹۴۳ ساخته شد.